# Cláudia Felicidade da Áustria
Cláudia Felicidade da Áustria (30 de maio de 1653 — Viena, 8 de abril de 1676) foi a segunda esposa do Imperador Leopoldo I e Imperatriz Consorte do Sacro Império Romano-Germânico. além de Rainha da Hungria, Croácia e Boêmia e dos outros territórios habsbúrgicos. Filha de Fernando Carlos de Áustria, e de sua esposa, a princesa Ana de Médici.
Membro da Terceira Ordem de São Domingos, ela tinha uma bela voz de canto e compunha música, e também gostava apaixonadamente de caçar. Cláudia Felicidade teve uma grande influência no marido; graças a ela, todos os seus oponentes políticos foram removidos da corte. Ela também lutou com os abusos dos sistemas executivo e judicial. Durante seu casamento de três anos, ela deu à luz duas filhas que morreram na infância; ela morreu após o nascimento de sua segunda filha. O ramo tirolês da Casa de Habsburgo foi extinto após sua morte.

## Biografia

### Primeiros anos
Cláudia Felicidade nasceu em Florença em 30 de maio de 1653. Ela foi a primeira filha e filha mais velha de Fernando Carlos, Arquiduque da Áustria, por sua esposa e prima de primeiro grau Ana de Médici. Por parte de pai, seus avós eram Leopoldo V de Habsburgo e sua esposa Cláudia de Médici (após a qual recebeu seu primeiro nome); por parte de mãe, seus avós eram Cosme II de Médici, grão-duque da Toscana e sua esposa, arquiduquesa Maria Madalena de Áustria.
Seus pais não conseguiram produzir um herdeiro masculino: depois de Cláudia Felicidade, eles tiveram apenas duas outras filhas, uma que morreu imediatamente após o nascimento (19 de julho de 1654) e Maria Madalena (17 de agosto de 1656 - 21 de janeiro de 1669). Após a morte do arquiduque Fernando Carlos em 1662, ele foi sucedido por seu irmão Sigismundo Francisco, que morreu três anos depois (1665), alguns dias após seu casamento por procuração com Edviges do Palatinado-Sulzbach. Em conseqüência, Cláudia Felicidade e sua irmã mais nova se tornaram os últimos membros do ramo tirolês da Casa de Habsburgo.
Algumas fontes a descreveram como "uma menina muito bonita, com caráter animado e intelecto desenvolvido". A princesa cresceu na corte de Innsbruck, que graças a seus pais se tornou um dos centros da arte e música barrocas europeias. Ela tinha uma excelente voz para cantar, tocou vários instrumentos e também compôs música. No entanto, o grande entusiasmo da princesa estava na caça; No retrato preservado de Giovanni Maria Morandi, Cláudia Felicidade, de 13 anos, foi retratada na imagem de Diana, a antiga deusa da caça. No entanto, ela não esqueceu as atividades piedosas costumeiras, sendo um membro secular da Terceira Ordem de São Domingos.

### Casamento e filhos

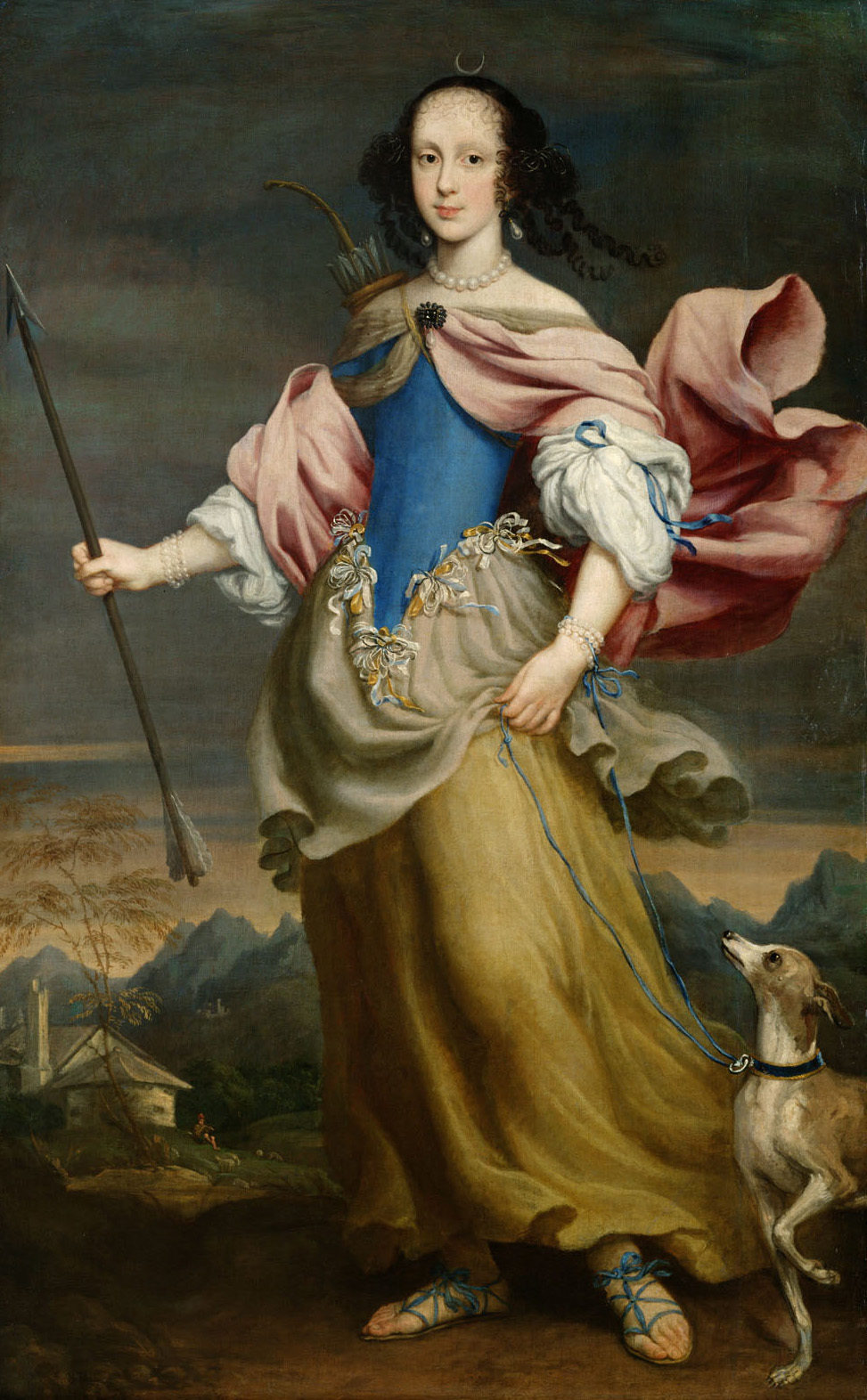
MORANDI, Giovanni Maria. Arquiduquesa Cláudia Felicidade da Áustria como a deusa Diana, 1666. Óleo sobre tela, 172 x 110 cm. Museu de História da Arte em Viena.

Após a extinção do ramo tirolês da Casa de Habsburgo em 1665, Áustria Anterior e o condado de Tirol ficou sob o controle direto do imperador Leopoldo I. Ana de Médici tentou proteger os direitos de suas filhas. A disputa com a corte imperial só terminou após o casamento de sua filha mais velha com o imperador; após o casamento, Cláudia Felicidade manteve o título de condessa do Tirol.
Desde seu primeiro casamento com a infanta Margarida Teresa da Espanha, Leopoldo I teve quatro filhos (incluindo dois filhos), mas todos, exceto a filha mais velha, arquiduquesa Maria Antônia, morreram logo após o nascimento. Ele era o último dos Habsburgos do sexo masculino, além do doentio rei Carlos II de Espanha e, portanto, precisava urgentemente de um herdeiro masculino; tão logo após a morte de sua primeira esposa (12 de março de 1673), o Imperador (apesar de seu profundo luto) foi forçado a começar a procurar uma nova esposa e optou por Cláudia Felicidade, sua segunda prima (ambas bisnetas de Carlos II de Áustria), que também poderia lhe trazer seus possíveis direitos sobre o Tirol. A princesa, com o consentimento de seus parentes, concordou imediatamente com a proposta, rejeitando outros pretendentes de sua mão, incluindo o viúvo Jaime, Duque de Iorque e o futuro rei da Inglaterra e da Escócia. No entanto, e apesar de sua nova noiva ser jovem, atraente e aparentemente consciente do grande status que implicava ser a imperatriz romana, Leopoldo lamentava ainda que ela "não fosse minha única Margarida".
O casamento por procuração ocorreu em Innsbruck, e a noiva recebeu um dote de 30.000 florins. Então ela, com sua mãe e cortejo, viajou para Graz, onde o casamento oficial estava programado para ser comemorado. Sob o comando do imperador, o príncipe Johann Seyfried von Eggenberg estava encarregado das celebrações. Acima do portal principal em seu palácio recém-construído e magnífico, onde no dia anterior ao casamento a futura imperatriz parou com sua comitiva, ele ordenou que fosse escrita a inscrição em latim "Viva a imperatriz Cláudia!". O casamento foi realizado na Catedral de Graz em 15 de outubro de 1673, e as celebrações deste evento duraram duas semanas. Em 3 de novembro, o casal imperial foi de Graz a Viena.
Durante seu casamento, Cláudia deu à luz duas filhas, que morreram na infância:
- Ana Maria Josefa Teresa Antônia Domenica Xaviera Dorotéia (11 de setembro de 1674 – 22 de dezembro de 1674), arquiduquesa da Áustria.[18]
- Maria Josefa Clementina Ana Gabriela Antônia Francisca Domenica Teresa Eva Placídia (11 de outubro de 1675 – 11 de julho de 1676), arquiduquesa da Áustria.[18]

### Imperatriz Romano-Germânica

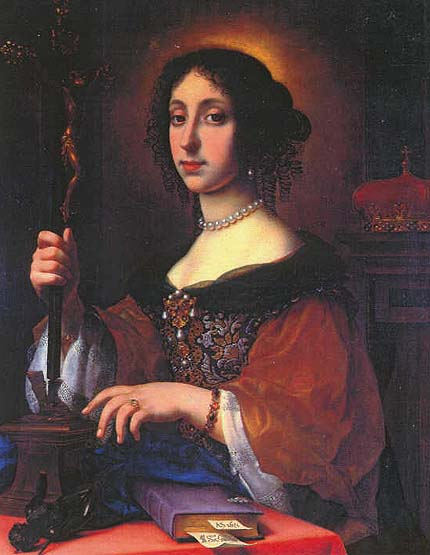
DOLCI, Carlo. Retrato da imperatriz Cláudia Felicidade da Áustria. 1675. Óleo sobre tela, Galeria Palatina

Apesar do fracasso em produzir o necessário herdeiro masculino, Cláudia Felicidade desfrutou de um casamento feliz e teve grande influência sobre o marido. Conseguiu a renúncia e o exílio do ministro príncipe Václav Eusebius František de Lobkowicz, que era contra seu casamento com o imperador e favoreceu a escolha da condessa Palatina Leonor Madalena de Neuburgo como nova esposa de Leopoldo I quando se tornou viúvo; essa também foi a opinião da imperatriz Leonor de Gonzaga-Nevers (Madrasta de Leopoldo I) e, consequentemente, ela e Cláudia Felicidade não tiveram um bom relacionamento. A imperatriz chamou a atenção para os abusos do marido e da corte imperial, especialmente nos assuntos governamentais e judiciais. Para esse fim, em 1674, forneceu à ópera uma implicação correspondente.

### Morte
Cláudia Felicidade morreu repentinamente de tuberculose em Viena, em 8 de abril de 1676, aos 22 anos, após o nascimento de sua segunda (e única sobrevivente) filha. Ela foi enterrada na Igreja Dominicana e seu coração foi colocado em uma urna especial e colocado na Cripta Imperial de Viena. Três meses depois, sua filha morreu e, em setembro, sua mãe, a condessa viúva do Tirol, também morreu; ela foi enterrada ao lado dela.
Leopoldo, ficou muito chateado com a perda de sua segunda esposa. Ele se retirou para um mosteiro perto de Viena para lamentar sua nova viuvez, mas em dezembro do mesmo ano devido à falta de herdeiros do sexo masculino, ele foi forçado a se casar novamente. A condessa Palatina Leonor Madalena de Neuburgo teve dez filhos, incluindo dois futuros imperadores, José I e Carlos VI.